# سيمون ترينيداد
سيمون ترينيداد (بالإسبانية: Simón Trinidad) هو عسكري كولومبي، ولد في 30 يوليو 1951 في فاليدوبار في كولومبيا.